# Bienenstich

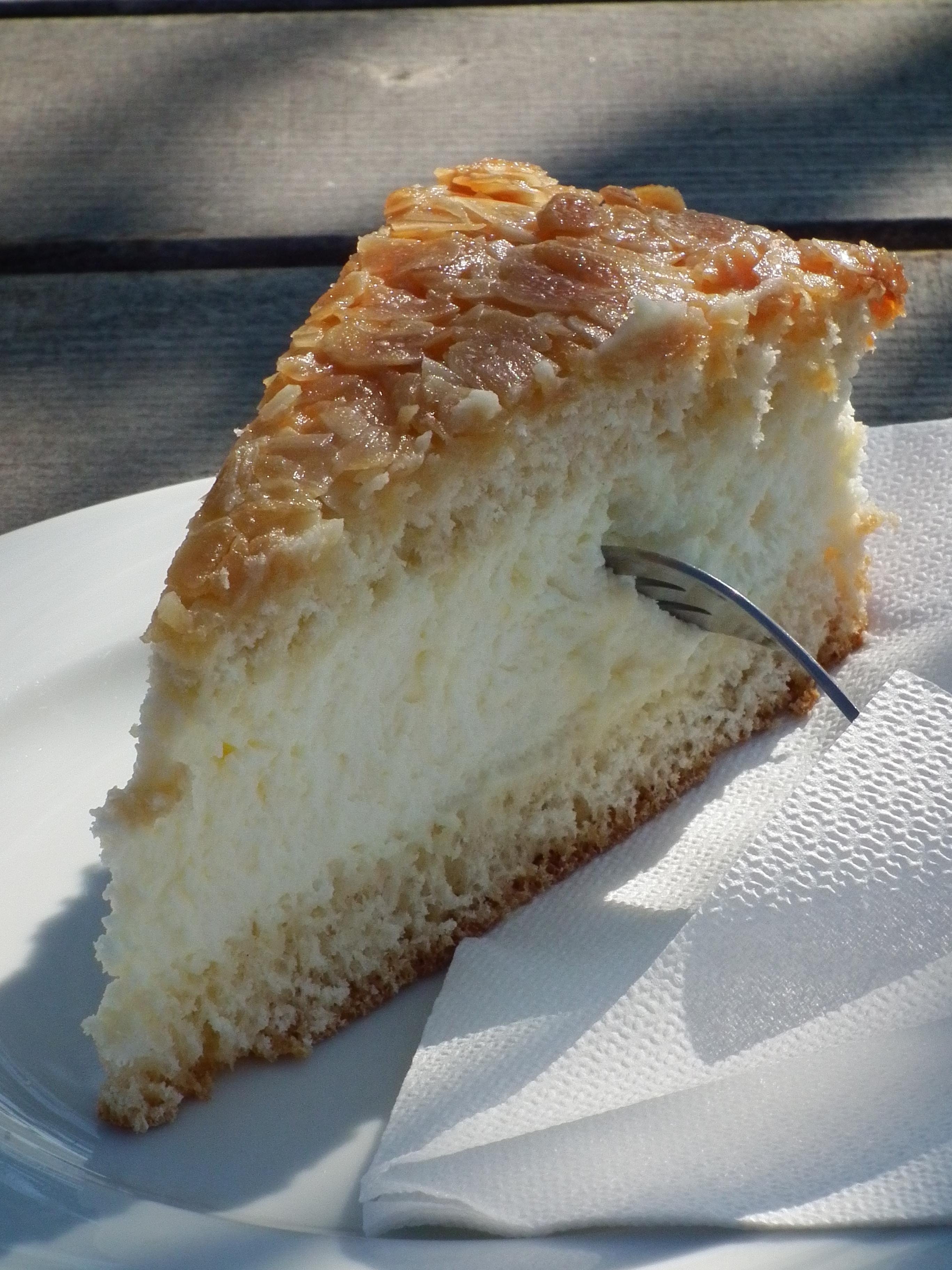
Tradiční německý moučník Bienenstich

Bienenstich neboli včelí píchnutí je vrstvený moučník německého původu. Skládá se z kynutého těsta a vrchní vrstvy z tuku, cukru nebo medu a ořechů, která během pečení karamelizuje. Obvykle je plněný vanilkovým či smetanovým krémem, často má formu dortu. Je považován za součást tradiční německé kuchyně.
Podle německých receptů by měla vrchní vrstva vážit 20 % váhy těsta a z těchto 20 % by měla zhruba třetina vrchní vrstvy tvořit olejnatá semena. Nejčastější variantou je mandlový Bienenstich.

## Příprava dortu
Základem je sladké kynuté těsto vyválené na tloušťku prstu. Na vrch těsta se klade rozvařená hmota z cukru či medu, tuku, smetany a ořechů (obzvláště z loupaných mandlí), která musí být ještě teplá, aby se mohla rozetřít po celé ploše těsta. Po upečení a vychladnutí se moučník horizontálně rozřízne na dvě části a naplní se smetanovým nebo vanilkovým krémem, popřípadě pudinkem. Nejčastější náplní je pudink, který se hned po uvaření smíchá s vyšlehaným sněhem z bílků. Jelikož je směs řídká, je nutno k naplnění spodní vrstvy použít dortovou formu.

## Historie
Tento moučník byl podle legendy poprvé vytvořen v roce 1474 v Andernachu. Obyvatelé sousedního Linzu am Rhein se rozzlobili, když císař Friedrich III. přenesl výběr cla na Rýnu z jejich města do Andernachu, a připravil je tak o zdroj příjmů. Rozhodli se, že za rozbřesku na Andernach zaútočí. Dva místní pekařští učedníci, kteří mlsali med ze včelích hnízd na městských hradbách, útočníky zpozorovali a začali po nich hnízda házet. Rozzuřené včely obyvatele Linzu poštípaly a zahnaly na útěk. Na oslavu vítězství obyvatelé Andernachu upekli moučník pojmenovaný Včelí bodnutí (Bienenstich).

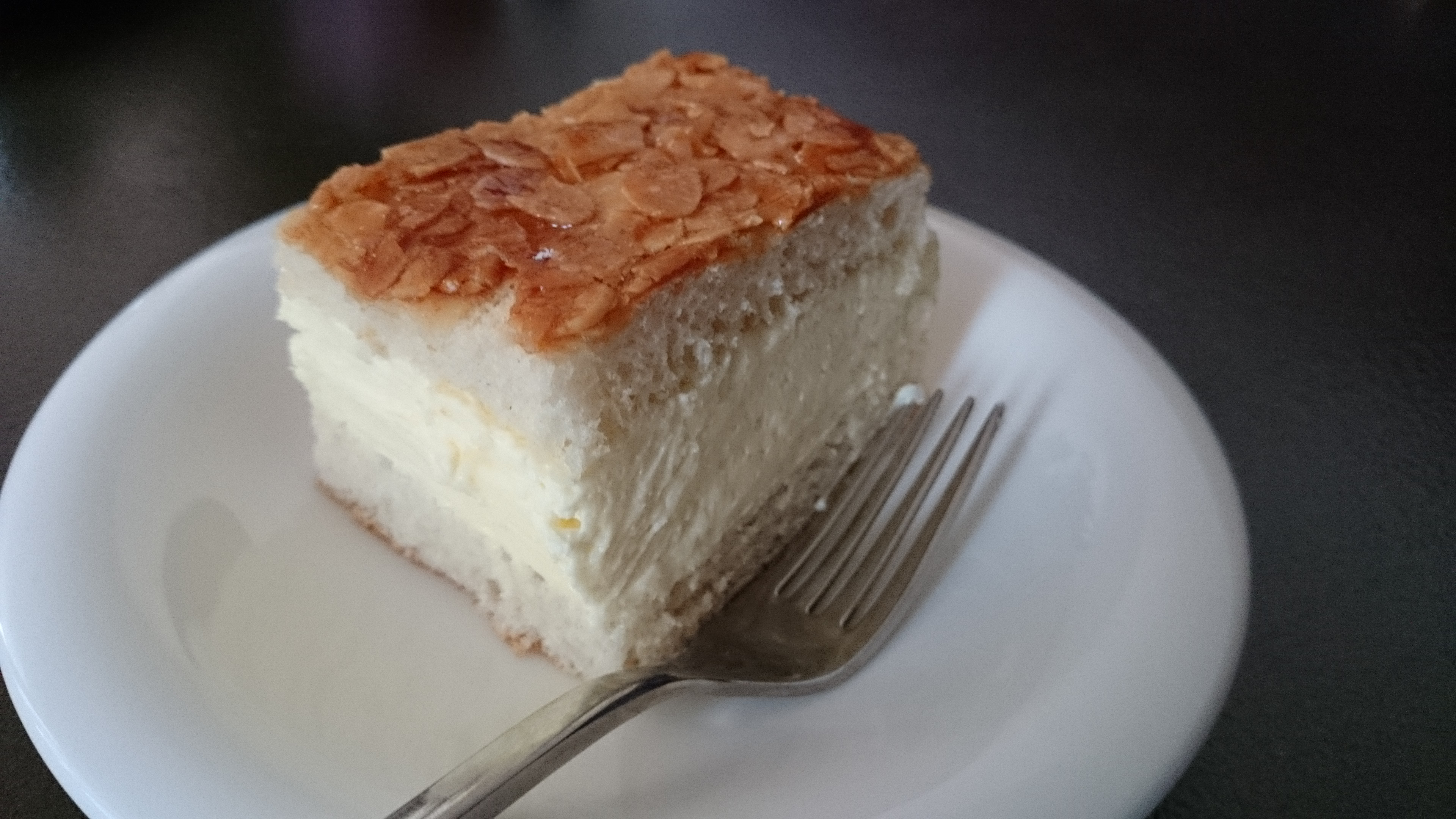
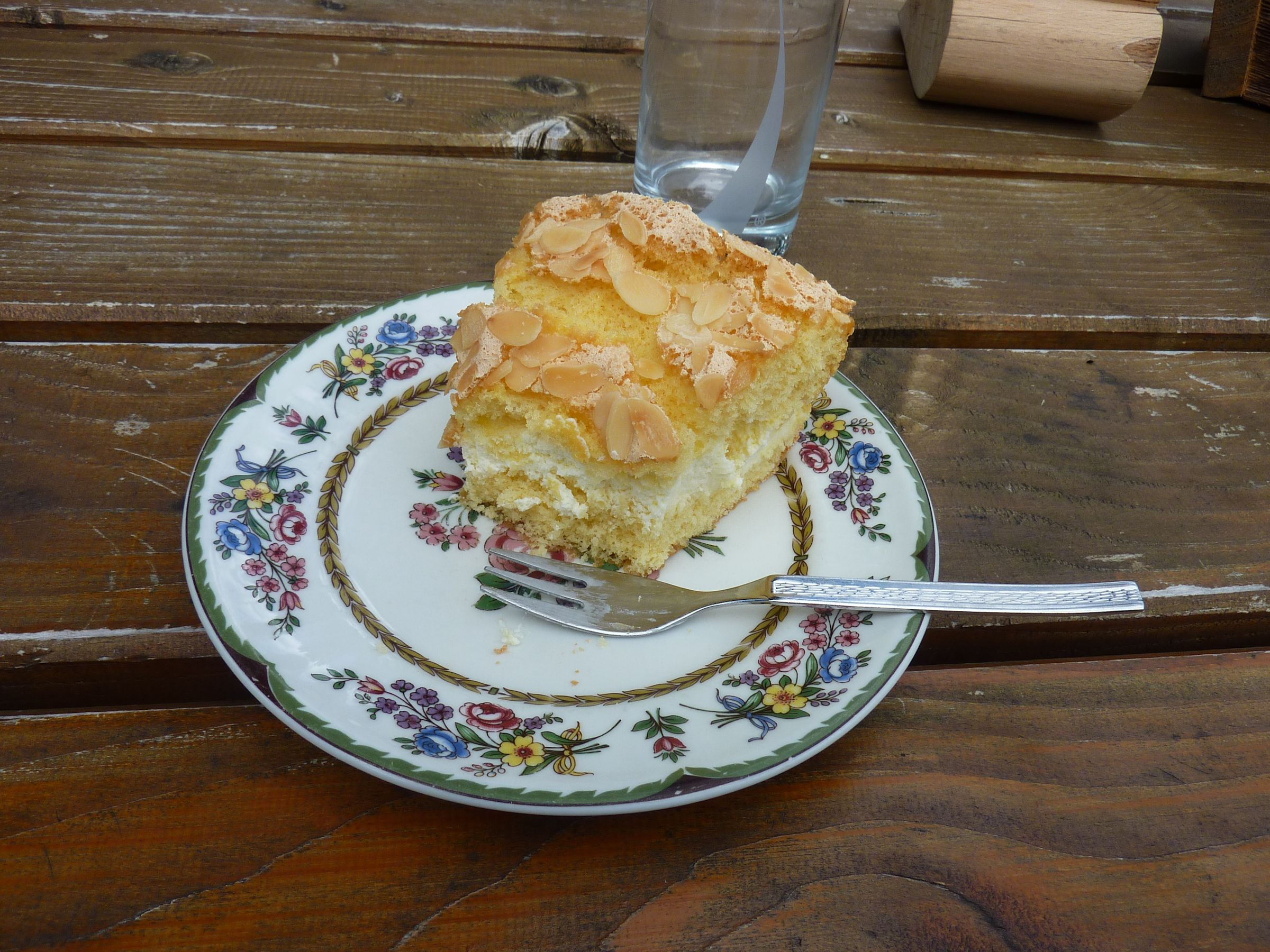
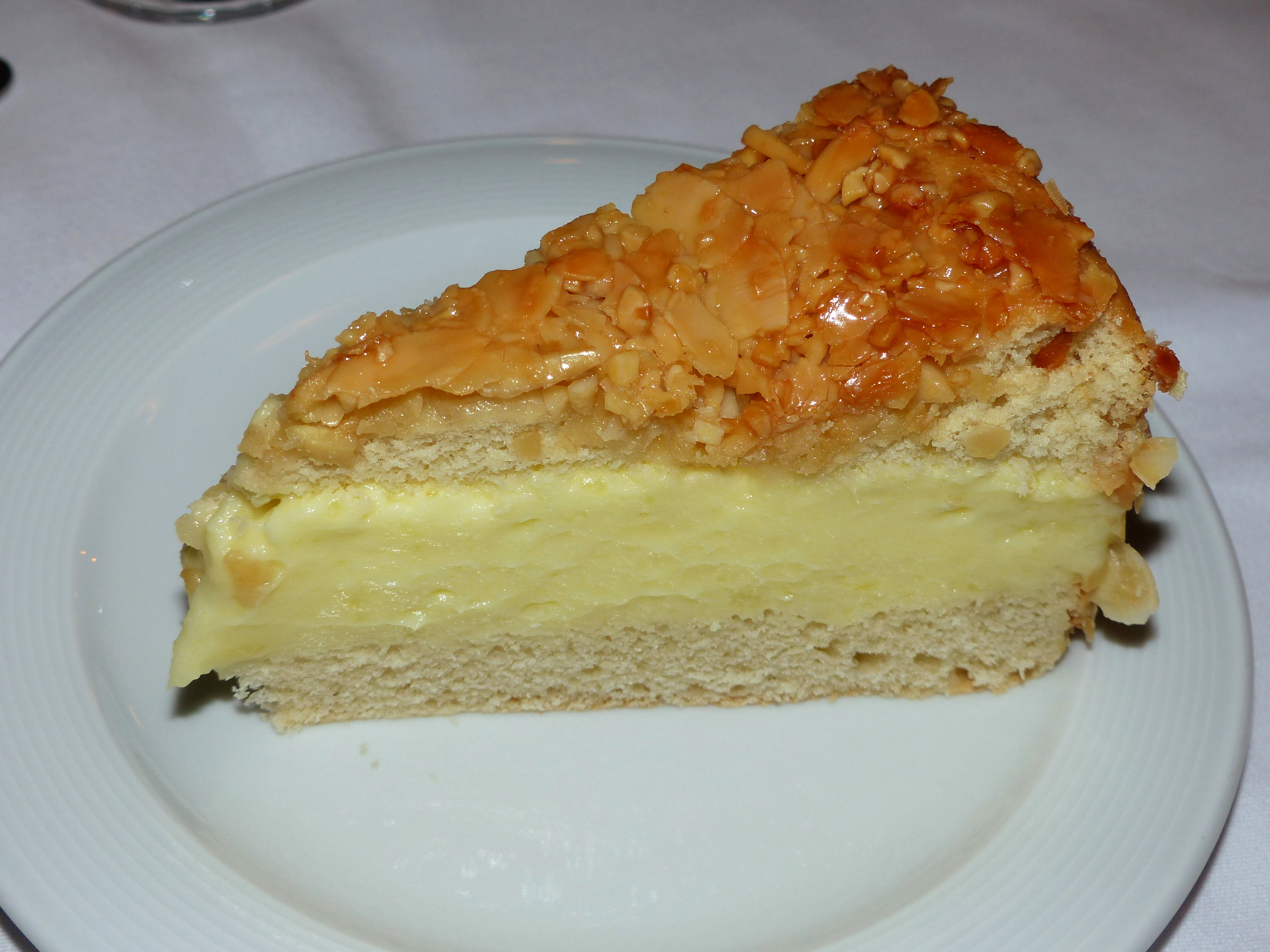